# Bankrätt
Bankrätt är det juridiska område som reglerar de för bankernas verksamhet betydelsefulla delarna av juridiken. I Sverige är en central lagtext till exempel Lagen om bank- och finansieringsrörelse i Sverige (2004:297).